# Lectio
La lectio es la forma de expresar las lecturas de las Sagradas Escrituras en las diversas liturgias cristianas y judías. Se realiza en forma casi recitada sobre una nota principal o tenor, y a la que se añaden cadencias similares a las de la salmodia para indicar la acentuación de las palabras finales de cada hemistiquio de versículo, o para marcar la puntuación.
La estructura del recitado proviene de su estructura textual y litúrgica, y consta de tres partes:
- Entonación (Initium). Fórmula que indica la lectura que se va a realizar y que introduce la nota de la cuerda recitativa. Sigue la fórmula Lectio Libri Genesi (Lectura del libro del Génesis). Este inciso consta de varias notas silabeadas, correspondientes a la tenor y una cadencia de terminación.
- Tenor (nota dominante de la cuerda recitativa). A partir de esta nota fundamental se organizan las diversas cadencias, variantes de tono para indicar acentuación al final de cada hemistiquio o puntuación.
- Cadencias. Pueden ser de un acento (en cuya fórmula melódica se adapta el último acento principal o secundario) o de dos (en cuya fórmula melódica se adaptan los dos últimos acentos principales o secundarios). Cada cadencia puede llevar una o varias notas preparatorias que se desvían de la tónica. 
  - Flexa (en el primer hemistiquio). Es una cadencia siempre de un tono descendente -salvo cuando la tenor está inmediatamente sobre el semitono, y es de tono y medio- y siempre de un acento. Al cantarla, siempre ha de hacerse una pausa, o considerar la última nota larga.
  - Mediante (al medio del versículo, mediatio). Puede ser de un acento o de dos.
  - Terminación (al final del mismo, terminatio). Puede ser de un acento o de dos.
- Despedida. Tiene la misma formulación que el Initium y es respundido por el coro o el pueblo con una fórmula musical correspondiente. Para las lecturas del Antiguo Testamento y del Nuevo Testamento, se dice:

Verbum Dei (Palabra de Dios)
Deo gratias (Demos gracias a Dios)
Para las lecturas del Evangelio:
Verbum Domini (Palabra del Señor)
Laus tibi Christe (Gloria a Ti, Señor Jesús)
- Datos: Q5663801